# Hruboskalsko
Hruboskalsko je přírodní rezervace vyhlášená 22. dubna 1998. S plochou 219,2 ha patří k největším skalním městům v Chráněné krajinné oblasti Český ráj. Důvodem ochrany je rozsáhlé skalní město se zachovalými reliktními bory. Hruboskalské skalní město zahrnuje stovky skalních masivů i samostatné věže, které dosahují výšky až 60 m. Díky malé odolnosti pískovce a stálému působení řady vlivů jsou skály bohaté na nejrůznější tvary a formy (voštiny, okna, brány). Hruboskalsko je součástí Geoparku Český ráj, který byl zařazen do sítě evropských geoparků v říjnu 2005.
Je to jedna z nejpůvodnějších českých horolezeckých oblastí, k nejznámějším věžím patří Kapelník, Lebka, Maják a Osudová. Mezi českým horolezeckým svazem a Správou Chráněné krajinné oblasti Český ráj je uzavřena dohoda, která zahrnuje podmínky lezení na pískovci.
Hruboskalské skalní město je také významnou turistickou oblastí. Mezi nejznámější památky patří zámek Hrubá skála, který byl postaven na skalním masivu již ve 14. století a hrad Valdštejn. Na skalních masivech je vybudováno mnoho vyhlídkových míst jako je Mariánská vyhlídka, vyhlídka na Kapelu, vyhlídka u Lvíčka a další, odkud mohou návštěvníci pozorovat impozantní skalní útvary a velmi často i horolezce zdolávající okolní věže. Díky pramenům Hruboskalska bohatým na vápenaté ionty zde vznikly lázně Sedmihorky.

## Lokalita
Přírodní rezervace Hruboskalsko se nachází v Libereckém kraji 3 kilometry od města Turnov. Leží mezi obcemi Sedmihorky, Hrubá Skála a Kacanovy. Nadmořská výška se zde pohybuje mezi 265–420 m. Hruboskalské skalní město je nejcennějším skalním městem v Chráněné krajinné oblasti Český ráj.

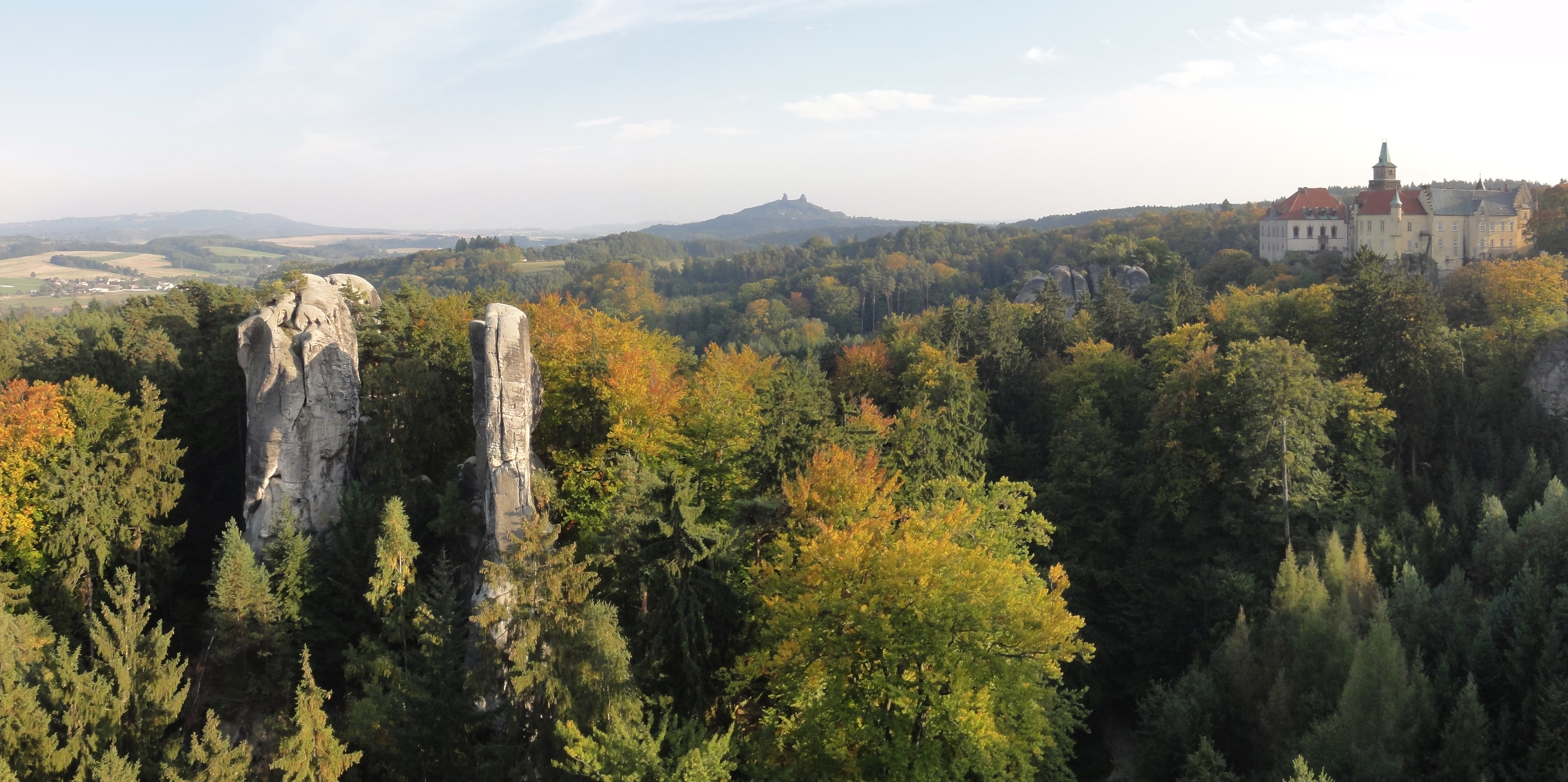
Hrubá skála

## Historie

### Vznik pískovcových skalních měst
Vznik skalních měst dělíme do čtyř fází. První je fáze přípravná, ve které se pískovcové těleso nalézá pod úrovní terénu. V důsledku činnosti podzemních vod dochází k tvorbě pevnějších jader pískovce, která obklopuje měkčí pískovec. V této fázi byl rozhodující vliv dob ledových, během kterých docházelo k promrzání zvodnělých puklin. Další fází je počáteční fáze, kterou charakterizuje tektonický výzdvih a erozní činnost. Výsledkem je plochá zemědělská krajina středních Čech s pískovcovými roklemi. Třetí fází je zralá fáze, která nastává po ukončení tektonického výzdvihu. V této fázi dochází k různým typům zvětrávání, vzniku ochranných kůr a odlamování exfoliačních šupin, které kopírují okraje skalní stěn a mohou mít mocnost až 1 m. Poslední fází je fáze stárnutí, ve které dochází k destrukci skalních útvarů. Destrukce bývá způsobena nejčastěji svahovými pohyby, řícením skalních bloků a rozvalováním skalních měst. Na skalní město tedy můžeme pohlížet jako na mozaiku různě starých povrchů. Toto skalní město, stejně jako ostatní v kraji, se vyvíjelo 18–20 milionů let.

### Historie ochrany
Hruboskalská přírodní rezervace byla vyhlášena vyhláškou Správy CHKO Český ráj ze dne s účinností od 22. dubna 1998.

## Přírodní poměry

### Geomorfologie a geologie
Hruboskalská vrchovina náleží k Vyskeřské vrchovině, která patří pod Turnovskou pahorkatinu. To vše je součástí Severočeské tabule. Hruboskalská vrchovina je tektonickou krou, která je ohraničena libuňským zlomem a zlomem v údolí řeky Jordánky a řeky Žehrovky. Základy skalního města vznikly v mladším pleistocénu, zatímco mikroformy voštin, skalních říms, dutin a oken byly vytvořeny během holocénu. Nejvýraznějšími masivy jsou Maják, skupina Kapelníka a Dračí skály. Můžeme zde vidět i řadu jeskyní, skalních bran a tunelů. Hruboskalské skalní město je tvořeno slabě litifikovanými křemennými pískovci. Mocnost pískovců je 120 m a některé skalní výchozy jsou vysoké až 60 m.

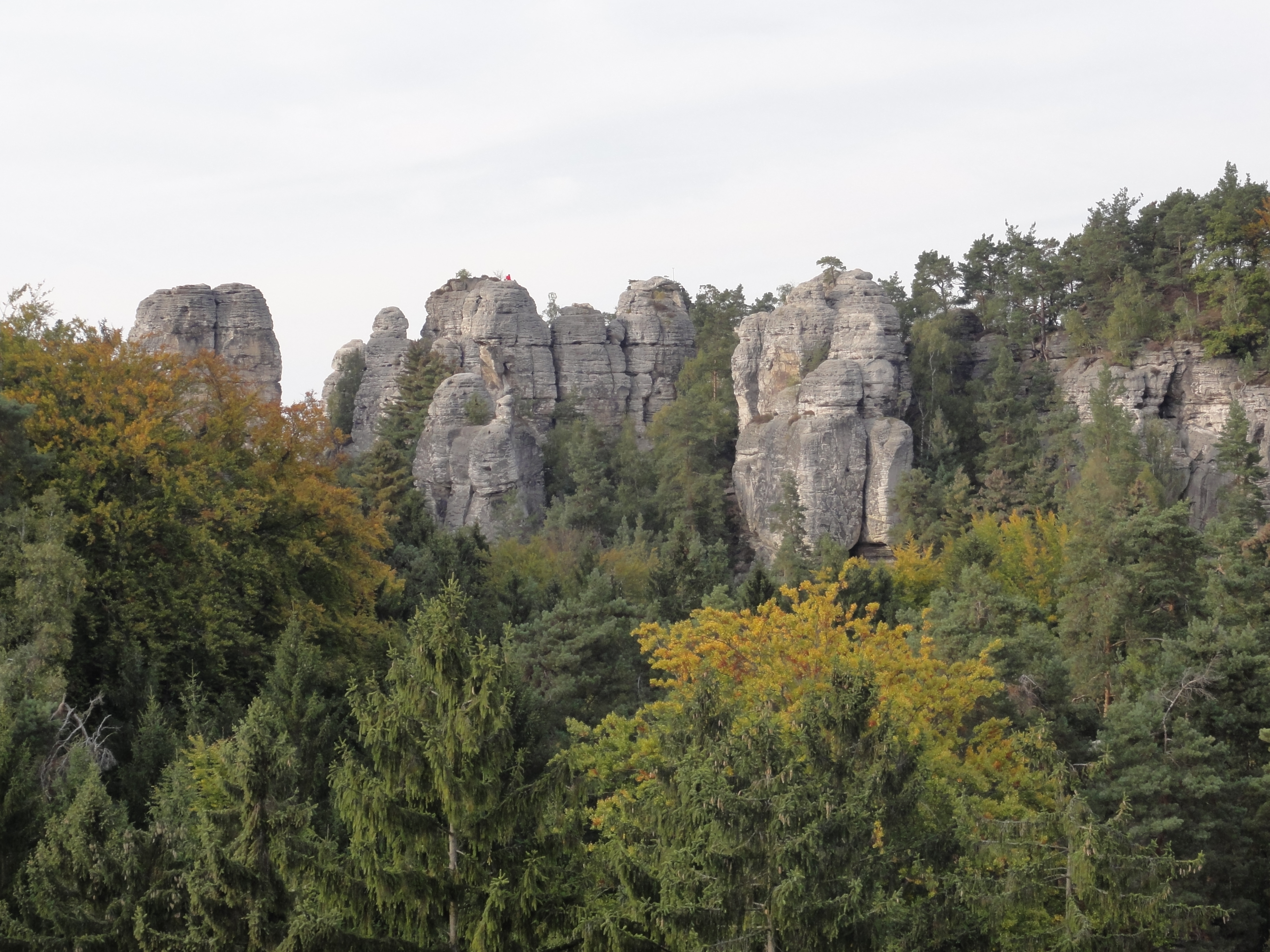
Hruboskalsko

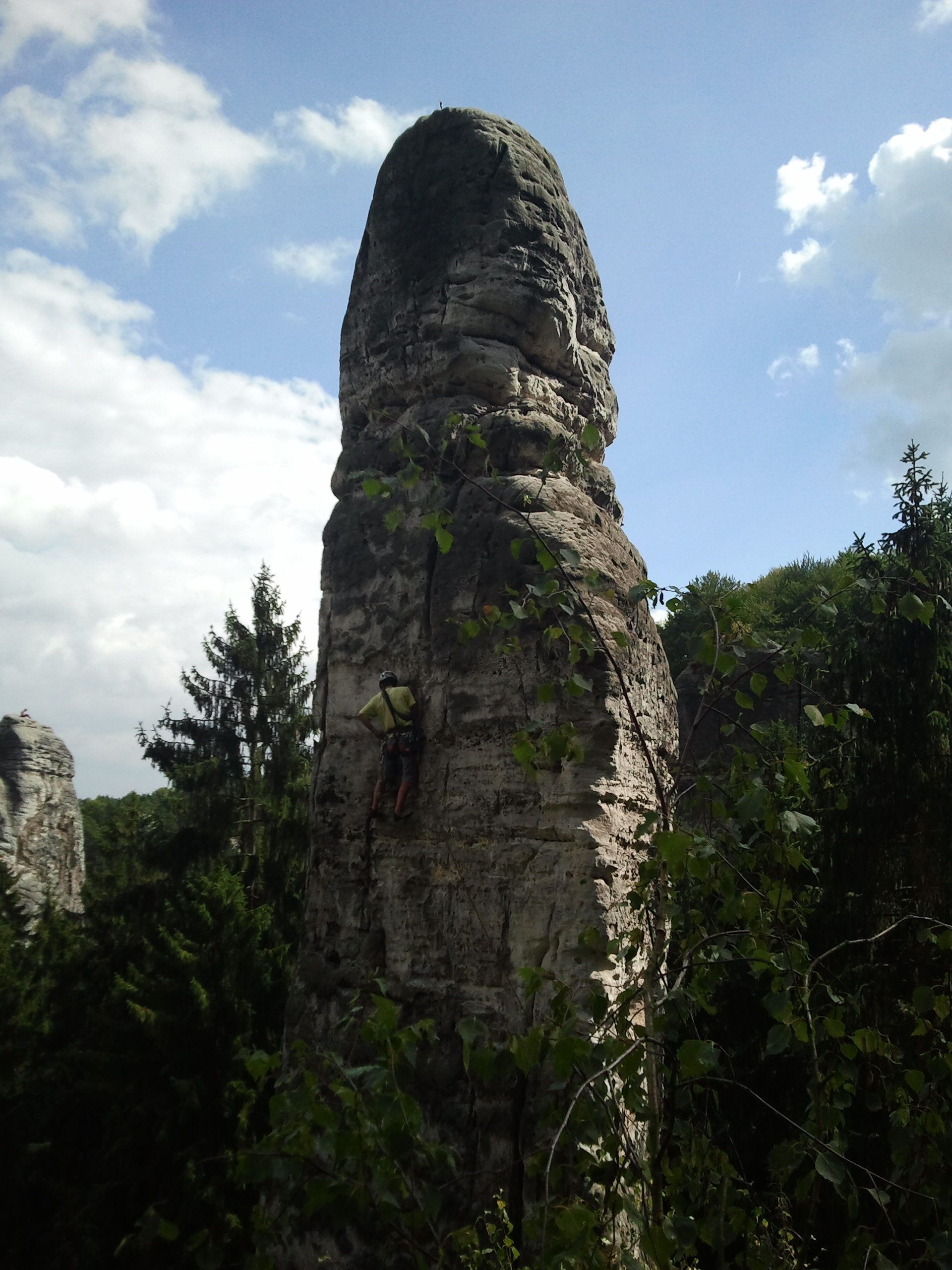
Horolezci na Taktovce

### Flora
Téměř celé území skalního města je pokryto lesy (97 %). Typickými porosty jsou reliktní bory, které se však zachovaly pouze roztroušeně, nejvíce na vrcholcích skalních věží nebo na skalních masivech. Lze zde najít i borové doubravy, ale s nižším zastoupením dubu. Dalším typickým porostem skalního města jsou kyselé bučiny, které pokrývají vlhké rokle mezi skalami.
Charakteristickým druhem podrostu bylinného patra je zejména borůvka černá (Vaccinium myrtillus), vřes obecný (Calluna vulgaris), brusinka obecná (Rhodococcum vitis-idaea), metlička křivolaká (Avenella flexuosa), hasivka orličí (Aquilegia vulgaris) a bika chlupatá (Luzola pilosa). Ve vlhkých roklích často najdeme kapraď rakouskou (Dryopteris carthusiana) a kapraď pravou (Dryopteris dilatata). Typický je také výskyt ostřic (Carex) a rákosu obecného (Phragmites australis), zejména kolem malých lesních rybníčků. V údolích u vývěrů pramenů je běžná přeslička největší (Equisetum telmateia).Jedním z chráněných druhů rostlin je hojně vyskytující se vláskatec tajemný (Trichomanes speciosum). Nejvíce problematickým invazním druhem je borovice vejmutovka (Pinus strobus), která by mohla ohrozit ekosystémy reliktních borů. Byly zde vysazovány i jiné rychle rostoucí dřeviny jako dub červený (Quercus rubra), modřín opadavý (Larix decidua) a jedle obrovská (Abies grandis).

### Fauna
Vyskytují se zde dva druhy plazů, slepýš křehký (Anguis fragilis) a užovka obojková (Natrix natrix) a dva druhy obojživelníků, ropucha obecná (Bufo bufo) a skokan hnědý (Rana temporaria). Skalní město vytváří příznivé podmínky pro hnízdění ptáků. Dosud zde bylo nalezeno 73 druhů ptáků a 62 druhů zde dokonce hnízdí. Mezi nejhojnější patří poštolka obecná (Falco tinnunculus),puštík obecný (Strix aluco), pěnkava obecná (Fringilla coelebs), rehek zahradní (Phoenicurus phoenicurus), sojka obecná (Garrulus glandarius),stehlík obecný (Carduelis carduelis), straka obecná (Pica pica), vrabec polní (Passer montanus), žluna zelená (Picus viridis), zvonek zelený (Carduelis chloris). Mezi chráněné ptáky patří vlaštovka obecná (Hirundo rustica), rorýs obecný (Apus apus),výr velký (Bubo bubo), krkavec velký (Corvus corax), kavka obecná (Corvus monedula), lejsek malý (Ficedula parva).
Bylo zde nalezeno 14 druhů savců – jezevec lesní (Meles meles), krtek obecný (Talpa europaea), kuna lesní (Martes martes), kuna skalní (Martes foina), liška obecná (Vulpes vulpes), muflon (Ovis musimon), myšice lesní (Apodemus flavicollis), norník rudý (Clethrionomys glareolus), prase divoké (Sus scrofa), rejsek obecný (Sorex araneus), srnec obecný (Capreolus capreolus), veverka obecná (Sciurus vulgaris), zajíc polní (Lepus europaeus) a vrápenec malý (Rhinolophus hipposideros), který je zde kriticky ohrožený. Jeho populace zahrnuje 150–300 jedinců. Mezi nejčastěji se vyskytující bezobratlé v této oblasti patří křižák temnostní (Meta menardi), svižník polní (Cicindela campestris), kutilka písečná (Ammophila sabulosa), mravkolev běžný (Myrmeleon formicarius), tesařík borový (Spondylis buprestoides), kozlíček dazule (Acanthocinus aedilis). Ojediněle se zde vyskytuje i motýl přástevník hluchavkový (Callimorpha dominula).

## Ochrana
Důvodem ochrany je nejvýznamnější skalní město v Českém ráji s reliktními bory. Nachází se zde i několik chráněných rostlina a živočichů. Z rostlin je to například hojně se vyskytující vláskatec tajemný (Trichomanes speciosum) a z živočichů kriticky ohrožený vrápenec malý (Rhinolophus hipposideros). Území přírodní rezervace je součástí Chráněné krajinné oblasti Český ráj, která patří pod Správu CHKO Český ráj. Ochrana území je zakotvena v Plánu péče o PR Hruboskalsko. Mezi největší problémy ochrany patří strhávání vegetačního pokryvu ze skal, sešlapávání terénu mimo cesty a obrušování skal horolezeckými lany.

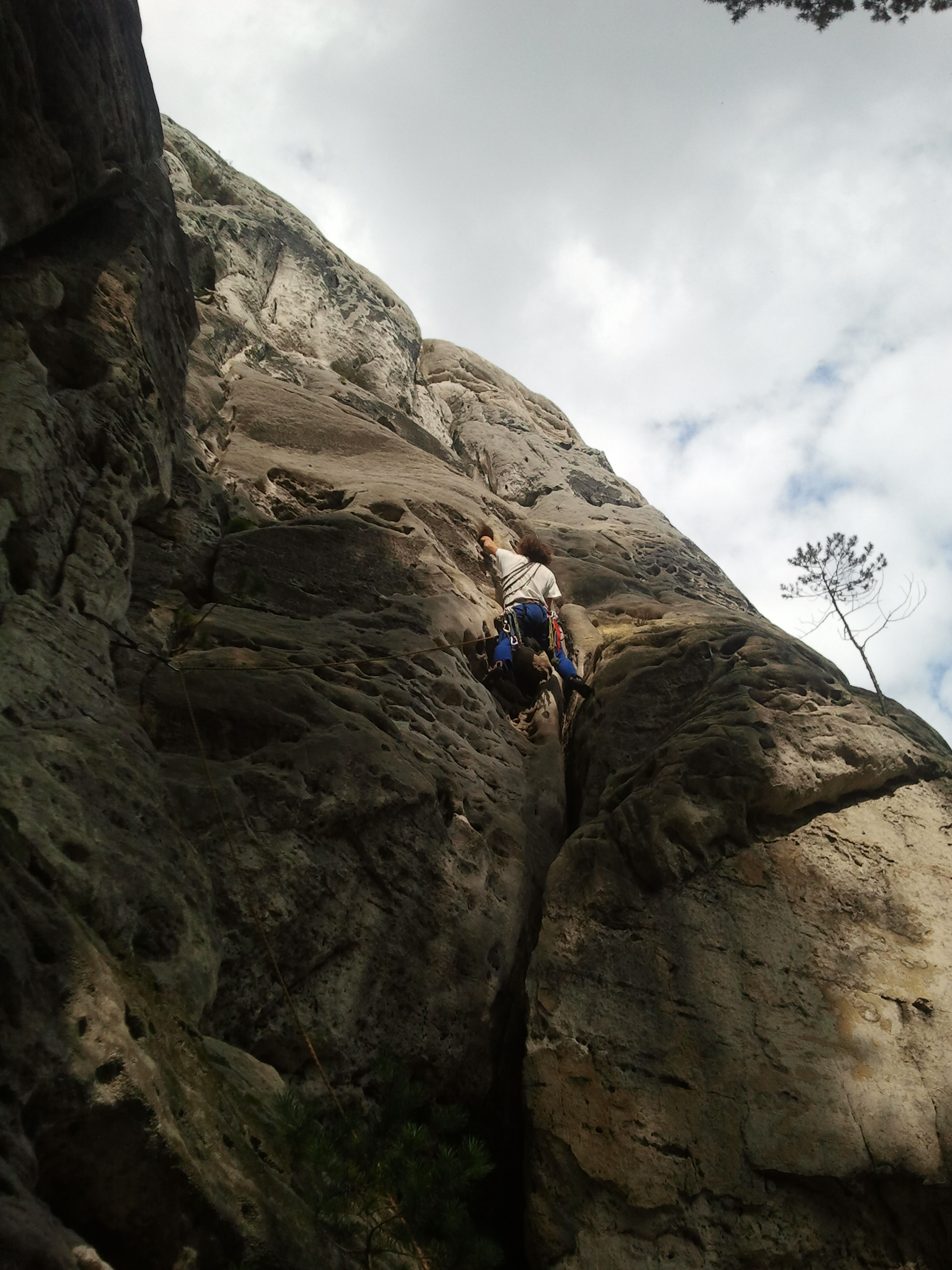
Horolezci na Skautovi

## Turismus
Přírodní rezervace Hruboskalsko je velmi navštěvovanou oblastí. Kromě horolezectví je zde běžná i turistika a cykloturistika. Návštěvníky lákají nejen výhledy na impozantní skály, ale i jedinečná příroda. Pro turisty i cyklisty zde vede mnoho značených cest. Mezi turisticky nejzajímavější místa patří, Mariánská vyhlídka nedaleko zámku Hrubá skála, odkud je jeden z nejhezčích pohledů v Českém ráji na dračí skály a Trosky. Pod zámkem Hrubá skála je hluboká rokle s šedesát pět metrů dlouhou skalní chodbou s názvem Myší díra. Mezi zajímavé přírodní památky patří Arboretum Bukovina a skalní útvar Čertova ruka. Zde se nachází archeologické naleziště a zbytky středověkého hradu. K významným kulturním památkám Hruboskalska patří hrad Valdštein, zámek Hrubá skála, památka lidové architektury Kopicův statek a lázně Sedmihorky. Pro vícedenní návštěvu oblasti je možně využít různé možnosti ubytování, v místních penzionech nebo v příjemném kempu Sedmihorky.

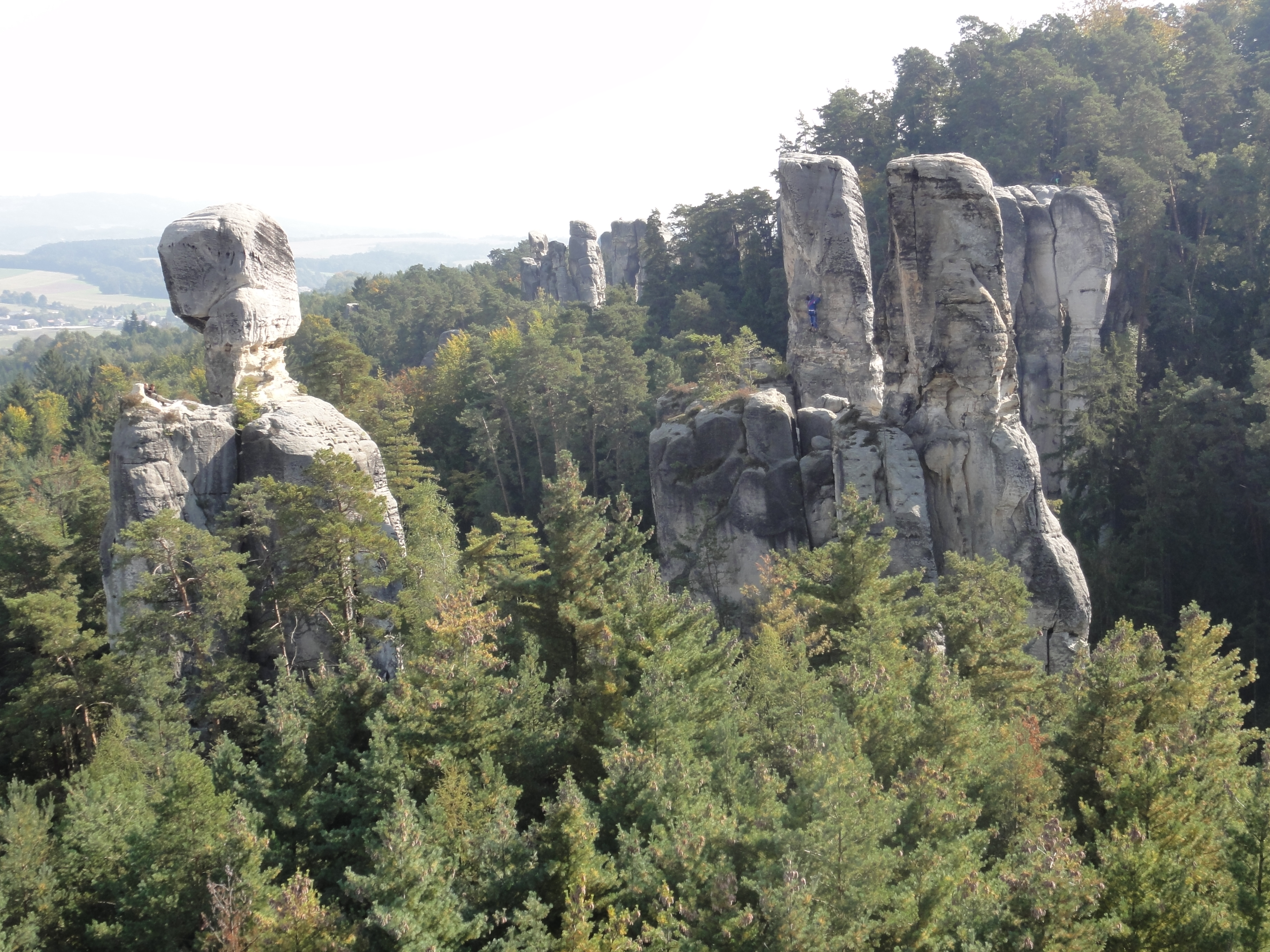
Lebka

### Horolezectví
Hruboskalské skalní město patří k nejpůvodnějším horolezeckým oblastem. Oblast byla lezecky zdolána nejprve německými horolezci. V roce 1906 je datován první prvovýstup na věž Dračí zub, který provedl Rudolf Kauschka spolu s Augustem Steinjanem cestou nazvanou Kauschkova spára. Působení českých horolezců můžeme datovat od prvních lezeckých pokusů v roce 1923. Byl zde uskutečněn taktéž první samostatný český prvovýstup v roce 1932 na věž Anebo, který provedl Karel Čabelka se spolulezci Jaroslavem Baudysem a Ludvíkem Soldátem. Cesta nese kvůli tomuto prvenství název Průkopnická cesta Lezení na pískovci bylo tehdy považováno za dobrou přípravu do velehor. Za války se v Hruboskalsku ukrýval Joska Smítko, který výrazně posunul české pískovcové horolezectví a stal se vzorem pro mnoho dalších lezců. Po válce se Hruboskalsko stalo centrem českého pískovcového horolezectví. Zájem o lezení v Čechách výrazně klesl po roce 1989, kdy se otevřely možnosti vycestování do zahraničí, dnes však opět stoupá. Součástí Hruboskalského skalního města je i Symbolický hřbitov horolezců, který byl vybudován původně s myšlenkou vytvořit památku na horolezce, kteří zahynuli v koncentračních táborech za druhé světové války. Nakonec se stal památníkem dalších horolezců, kteří zahynuli v horách. K otevření hřbitova došlo v červenci 1971. Impulsem byla tragédie československé horolezecké expedice Peru 1970, při které pod lavinou zahynulo 14 horolezců.

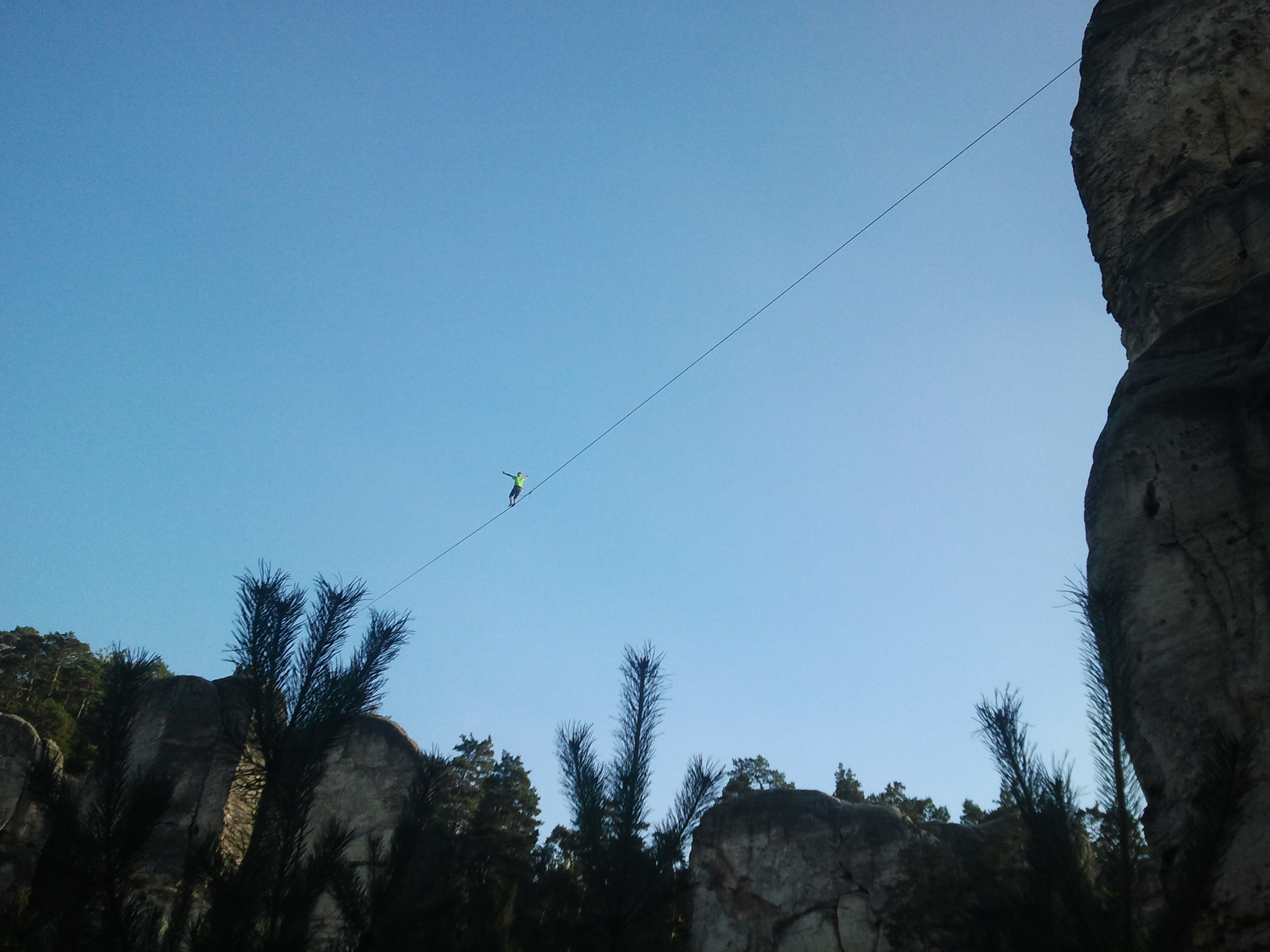
Slackline u Lebky